# Novi Verbkî, Pavlohrad
Novi Verbkî (în ucraineană Нові Вербки) este un sat în comuna Verbkî din raionul Pavlohrad, regiunea Dnipropetrovsk, Ucraina.

## Demografie
Componența lingvistică a localității Novi Verbkî
     Ucraineană (91,38%)
     Rusă (7,71%)
     Alte limbi (0,45%)
Conform recensământului din 2001, majoritatea populației localității Novi Verbkî era vorbitoare de ucraineană (91,38%), existând în minoritate și vorbitori de rusă (7,71%).